# Глібовицький Омелян Михайлович
Омелян Михайлович Глібовицький (1856, за іншими даними 1857, с. Крогулець, Австрійська імперія — 27 вересня 1905, с. Глибочок, Австро-Угорщина) — український греко-католицький священник, прозаїк, публіцист, громадський діяч. Син Михайла, брат Дарії, Домни (дружини Сильвестра Лепкого) і Лонгина, батько Василя Глібовицьких, вуйко (дядько по матері) Богдана, Левка і Миколи Лепких.

## Життєпис
Омелян Глібовицький народився 1856 (або 1857) року в селі Крогульці, нині Васильковецької громади Чортківського району Тернопільської области України.
Закінчив Львівську духовну семінарію (1881), тоді ж рукопокладений в сан священника. Служив на парафіях у селі Залуччі (сотрудник), м. Тисмениці (1882—1883, сотрудник), с. Августівці (1883, адміністратор), с. Німшині (1883—1885), с. Більче-Золотому (1885—1886, сотрудник; 1889—1993), смт Мельниці-Подільській (1886—1889), с. Худиківцях (1887—1889), Циганах (1893—1903) та Глибочку (1903—1905+) Чортківського району. Автор статей та оповідань.
У 1895 році в Циганах у Глібовицького гостювали Михайло Дорундяк, Богдан Лепкий, Іван Труш, Іван Франко, Андрій Чайковський, Василь Щурат. Листувався з Іваном Франком.

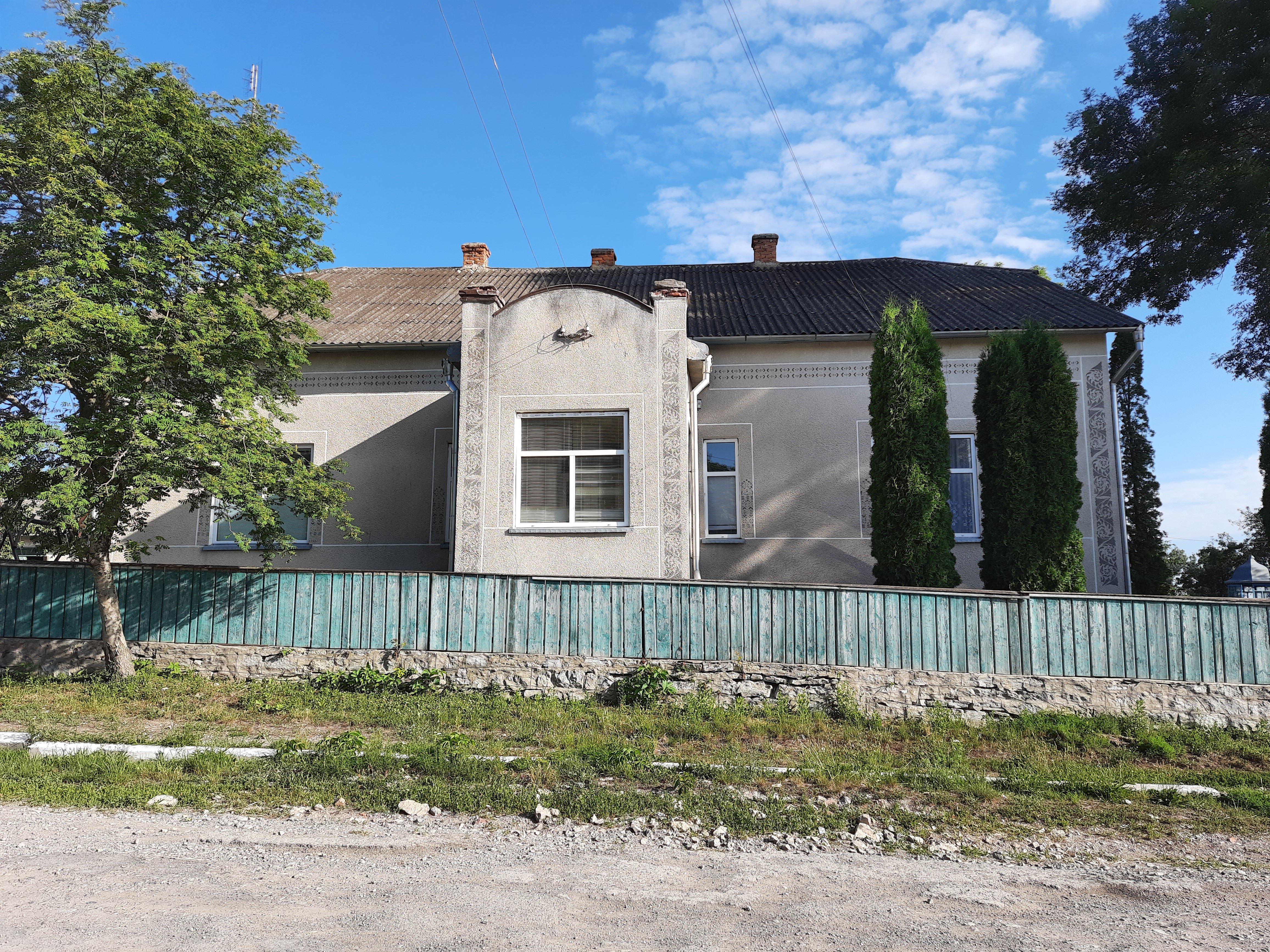
Будинок о. Омеляна Глібовицького в с. Циганах
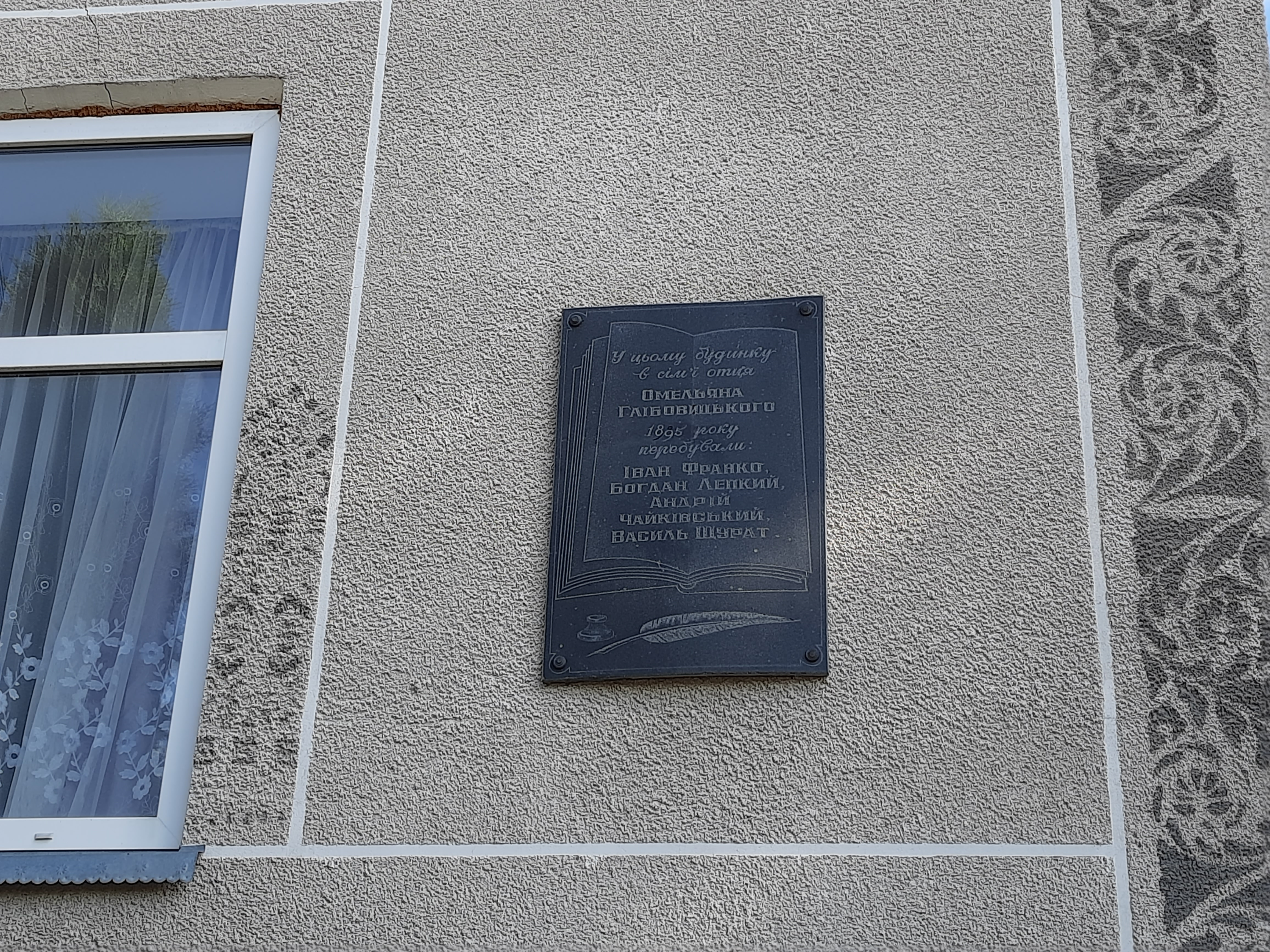
Пам'ятна табличка на будинку о. Омеляна Глібовицького
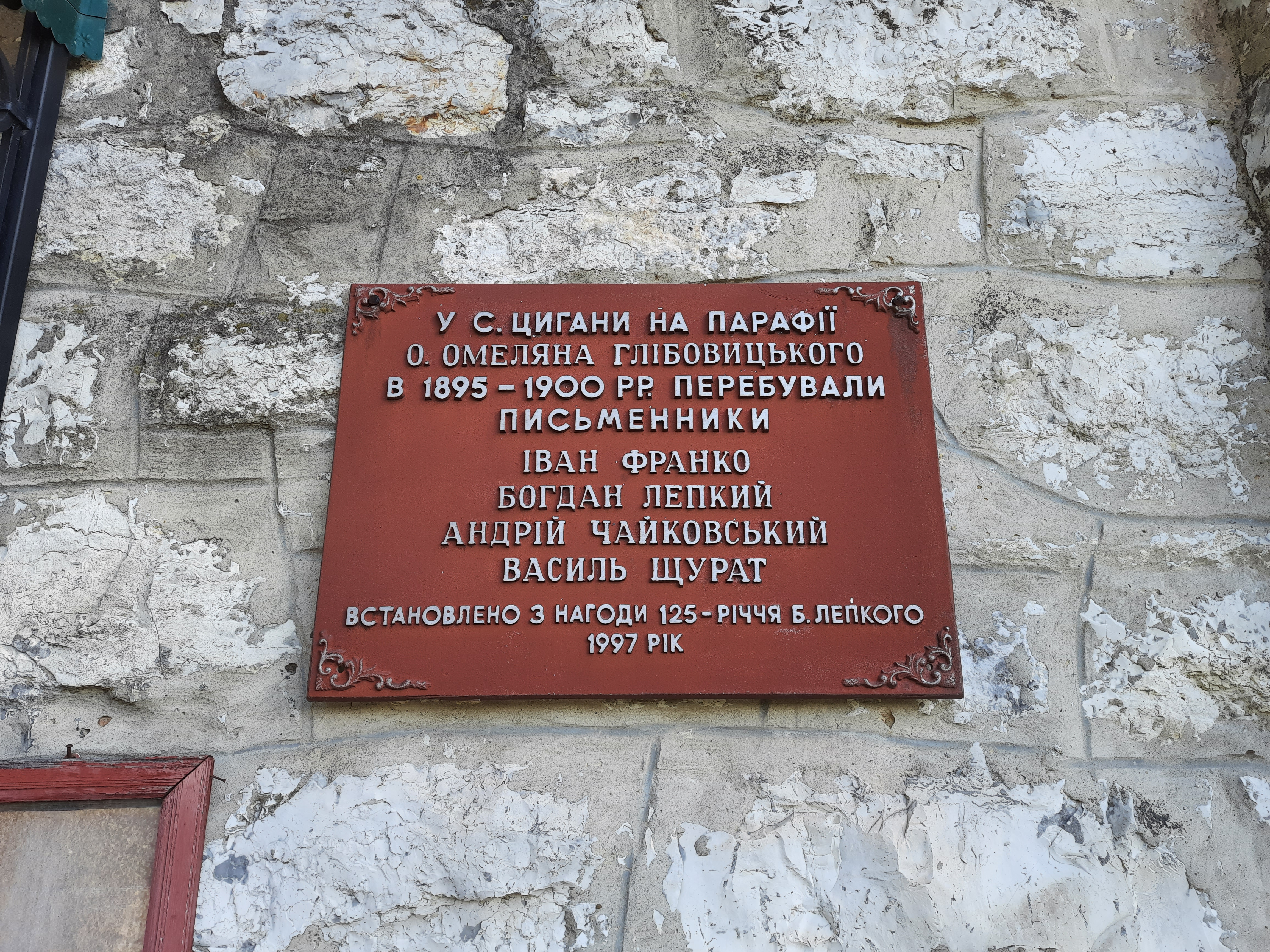
Пам'ятна табличка на стіні церкви Святих Петра і Павла